# Католический храм

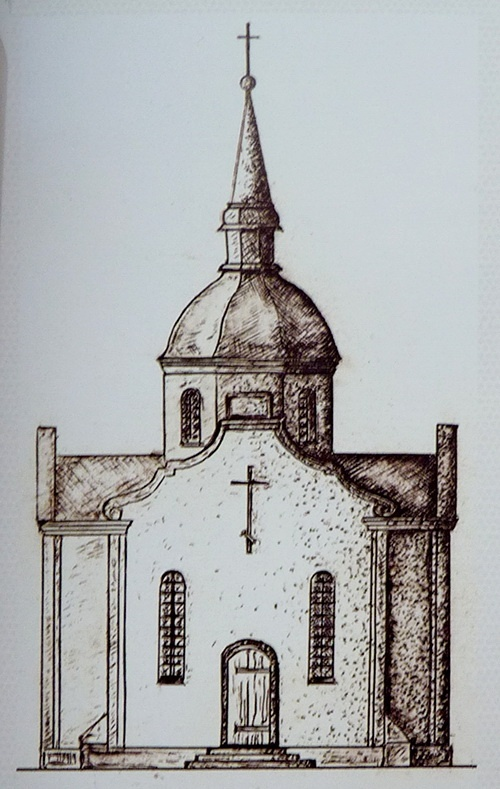
Католический храм (костёл) Святой Бригитты на Гданцевке, в 1898 году, Российская империя

Католи́ческий храм — религиозное сооружение, предназначенное для совершения общественного католического богослужения, имеющее алтарь, престол, купол.

## История
Раннехристианская архитектура, ознаменовавшая начало и становление архитектурных форм, впоследствии нашедших многообразное воплощение на всей территории Европы и христианского Востока, также являлась и последним периодом античного зодчества, со свойственными ему традициями изобразительного искусства и организацией внутреннего пространства храма.
Выделяют два этапа развития раннехристианской архитектуры:
- от возникновения до эдикта о свободе веры императора Константина;
- от Константина Великого до падения Западной части Римской империи в 476 году.

Первый этап обусловлен нелегальным положением новой религии и характеризуется тем, что места собраний скрывались. В этот период выступления проповедников происходят в синагогах, а собрания верующих — в домах членов общин.
Позднее эти дома приспосабливаются под самостоятельные церкви (например, дом-церковь в Дура-Европос, 231 год).
Во время гонений на христиан со стороны римских властей в качестве храмов также использовались катакомбы (сложная система подземных галерей-некрополей) Рима, Эфеса, Александрии, Сиракуз и других городов, древнейшими из которых являются катакомбы Святого Каллиста.
На месте мученичества святых или на их могилах устраивались мартириумы в виде ограды или часовни.

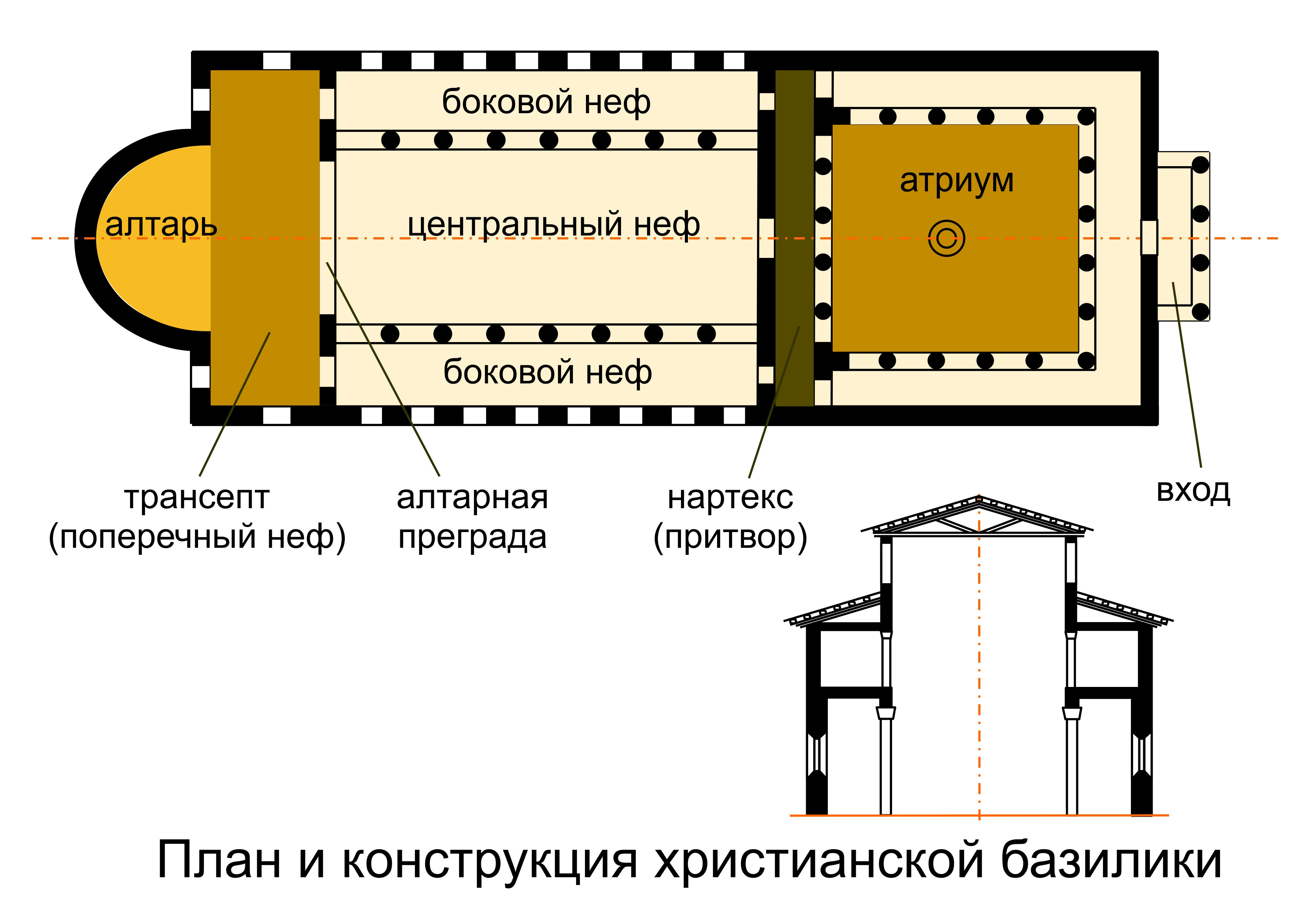
Устройство христианской базилики

Второй этап начинается вслед за укреплением за христианством положения государственной религии, связанным с именем Константина Великого. В то же время Елена, его мать, воздвигла в Иерусалиме величественный Храм Гроба Господня, ставший частью монументального храмового комплекса. При Константине началось масштабное строительство христианских церквей по всей империи. Материалом часто служили языческие храмы, многие из которых были разрушены. Общим для страны был базиликальный тип храма. Базилика, в отличие от крестово-купольного храма, имеет простую двускатную кровлю над центральным нефом и односкатные покрытия боковых нефов. Внутрь помещения может смотреть как стропильный потолок, так и кессонированный. Алтарная апсида завершается конхой.
С развитием обрядовой стороны произошло усложнение композиции храма, появились:
- атриум перед входом, имевший в центре фонтан для омовений или крещальную купель;
- притвор;
- трансепт (поперечный неф) для увеличения алтарной части.

В IV веке происходит интенсивное возведение базиликальных церквей на востоке Римской империи, не подвергавшейся, как на западе, разорительным набегам варварских племён.
Для северной Сирии это — трёхнефная базилика с полукруглой апсидой, скрытой между двумя прямоугольными (базилика в Браде). Иногда возводились две башни у западного фасада; такой приём, являясь местной традицией, впоследствии стал характерным для этого типа храмов.
В южной Сирии сооружались храмы однонефные с плоским перекрытием и с апсидами различных форм (церковь Юлиана, «восточная церковь» в Умм идж Джимале) или трёхнефные церкви, где нефы были равны по высоте (церковь в Тафе).
На западе империи, особенно в Италии, преобладала трёхнефная или пятинефная базилика. Древнейшая церковь Рима — Сан Джованни ин Латерано.
На дальнейшее развитие храмовой архитектуры сильное влияние оказали сирийские церкви V—VI веков, среди которых особенно примечательна церковь в Коджа-Калесси (V век), центральная ячейка среднего нефа которой имеет купольное завершение. На Востоке также возник новый тип христианского сооружения — монастырь (V век).
Важное место в становлении христианской архитектуры занимали центрические сооружения:
- мавзолеи (в чьих формах нашла развитие поздняя античная традиция);
- баптистерии;
- крестовидные церкви (IV—V века).

После распада Римской империи становление и развитие православных архитектурных традиций происходило на территории Византии вплоть до взятия Константинополя турками-османами в 1453 году. За тысячелетнюю историю развития византийского искусства полностью сформировался крестово-купольный тип храма, воспринятый затем русским зодчеством. Образцом православного храма для Руси явился собор Софии константинопольской.

## Символика и устройство
| Устройство католического храма | 1. Нартекс 2. Главный неф (наос) 3. Боковые нефы — 2 для 3-нефного храма, 4 — для 5-нефного. В Испании — es:Lado de la Epístola y lado del Evangelio (неф Послания — правый; неф Писания — левый — по расположению священных книг). 4. Башни (колокольни) — необязательно 5. Придел 6. Трансепт (средокрестие, подкупольное пространство) 7. Рукава трансепта, поперечный неф 8. Апсида c алтарём 9. Венец капелл 10. Хор — не всегда, обычно обходная галерея 11. Деамбулаторий |